# Anna Lo Bianco
Anna Lo Bianco (Roma, 21 maggio 1948) è una storica dell'arte italiana.

## Biografia
Anna Lo Bianco si laurea con il massimo dei voti a Roma La Sapienza con Giulio Carlo Argan e consegue il diploma di Perfezionamento in Storia dell’Arte con Maurizio Calvesi. 
Inizia la sua carriera nel 1980 presso il Museo nazionale di Capodimonte a Napoli. Successivamente alla Soprintendenza di Roma dirige campagne di restauro in chiese e palazzi tra cui il recupero dell’intera decorazione della chiesa di Chiesa di San Francesco a Ripa nel corso della quale sono emersi gli inediti affreschi di Simon Vouet. 
Dal 2003 al 2013 è direttore della Galleria Nazionale d'Arte Antica di Palazzo Barberini progettando e curando la riapertura e il completo allestimento del museo su tre piani con un percorso che va dai Primitivi al Neoclassicismo. In questi anni sono stati instaurati rapporti di collaborazione e scambio con molti musei tra cui il Museo Thyssen-Bornemisza di Madrid e il Rijksmuseum di Amsterdam . I suoi interessi vertono sulla pittura del Seicento e del Settecento. 
Temi sui quali ha curato e organizzato importanti mostre internazionali tra cui quelle su Pietro da Cortona (1997), Il Settecento a Roma (2005), Capolavori XVII secolo nelle raccolte delle Banche italiane (Lussemburgo 2009), La Collezione Hertz, con Sybille Ebert-Schifferer (2013), Rubens e la nascita del Barocco( Milano 2016. – Tokyo 2018)
Su questi stessi argomenti ha pubblicato volumi e saggi su riviste scientifiche tra cui Storia dell’Arte, Bollettino d’Arte, Revue de l’Art, Antichità viva. Ha collaborato inoltre con il Dizionario Biografico degli Italiani edito dall’Istituto della Enciclopedia italiana.

## Opere
- Pier Leone Ghezzi pittore, ed. Ila Palma, Palermo 1985
- Pietro da Cortona, Catalogo della mostra a cura di Anna Lo Bianco, Roma. Edizioni Electa, Milano 1997
- Pietro da Cortona e la grande decorazione Barocca, inserto “Art e Dossier” Firenze, Giunti, 1992 ISBN 88 - 09 - 76 - 168-5
- Cecilia La storia l’immagine il mito La scultura di Stefano Maderno e il suo restauro, ed. Campisano, Roma 2001
- La volta di Pietro da Cortona, 2004, ed. Multigraf Roma
- Il Settecento a Roma Catalogo della mostra a cura di Anna Lo Bianco e Angela Negro, ed. Silvana Editoriale, Milano 2005
- Goya nella Roma europea in Goya e la tradizione italiana, Catalogo della mostra Parma 2008, ed. Milano 2008 pagg. 39 - 52
- Entre le sacré et le profane Chefs-d’ouvre du XVII siecle dans le collections des banques italiennes, Catalogo della mostra Lussemburgo, ed. Silvana Editoriale Milano 2009
- Il Patrimonio Artistico del Palazzo della Consulta Dipinti, sculture. Arti decorative, a cura di Anna Lo Bianco, ed. Silvana Editoriale, Milano 2012
- La donazione di Enrichetta Hertz 1913 – 2013, Catalogo della Mostra Roma 2013, a cura di Anna Lo Bianco e Sybille Ebert Schifferer,  ed. Silvana Editoriale Milano 2013
- Rubens. Adorazione dei pastori, a cura di Anna Lo Bianco, Milano, ed. Marsilio Venezia 2015
- Rubens e la nascita del Barocco Catalogo della mostra a cura di Anna Lo Bianco, Milano, ed. Marsilio Venezia 2016
- Rubens Van Dyck Bassano Dalle raccolte dei Balbi di Genova alla Collezione Finnat, De Luca Editori, Roma 2018